# 桃柘羅漢松
桃柘羅漢松（學名：Podocarpus totara；毛利語：Tōtara），也稱作紐西蘭羅漢松，是紐西蘭特有的羅漢松。在整個北島、南島的東北部的低地、山地及亞高地上生長，最高生長環境可達海拔600米。
桃柘羅漢松常在土壤肥沃且水分充沛的地方中生長。

## 描述
桃柘羅漢松是中至大型常綠喬木，生長緩慢，一般可達20至25米，部分例外可達35米之高。因其長壽及樹幹周長巨大而為人熟知。其樹皮呈長片紙狀，能夠如紙片般被剝離，帶有淡紫至金黃色。暗綠色的針狀葉尖銳、僵硬，革質表面，一般長2厘米。與其他羅漢松屬植物一樣，雄性松果花粉呈翠綠色，每片三角形鱗片下方有兩個花粉嚢將花粉彈出；2至4個經高度修飾的花粉松果則聚在一起，受精後果子上方為種實，下方鮮紅色的種托形成如多汁的莓子，吸引雀鳥進食。種子被厚實的外殼保護，不會被雀鳥消化，能於雀鳥糞便中排出。
目前有紀錄最大的桃柘羅漢松位於北島中部的珀瓦卡尼森林（Pureora Forest Park）羅漢松保護區内。這個地區以擁有大量過千年羅漢松而聞名於世。這株名為珀瓦卡尼樹（Pouakani Tree）的高度超過35米，直徑超過4米，估計樹齡達1500年至1800年以上。而在費利納基森林（Whirinaki forest）內，因其土壤有大量火山噴發後的豐富營養，因此也長了極多巨型的桃柘羅漢松。
桃柘羅漢松的果實因為不受牲畜的青睞而在不少農耕地中得以繁衍。

## 相關樹木
由於遠古時代時紐西蘭及南美洲均屬於同一大陸版塊岡瓦那大陸，因此在南美洲南端生長的雲霧羅漢松（Podocarpus nubigenus）與桃柘羅漢松相當相似，非常難以分辨。唯一的差異在於桃柘羅漢松的葉為暗綠色，而雲霧羅漢松的葉片則呈亮綠色。

## 栽培及應用
桃柘羅漢松的木質堅硬，屬直紋的木材及非常耐腐蝕。由於它的耐久力好，因此木材常用作籬笆的柱子、木地板及鐵路用的枕木。其良好的雕刻性能也使它成為毛利文化中雕刻材料的首選。除作為雕刻品木材外，對毛利族相當重要的獨木舟瓦卡也是以紐西蘭羅漢松作為造船的首選。主要原因是因為其相對較輕的性質（較貝殼杉屬植物輕約25%）、長而直的樹身及能抗腐蝕的天然樹油使它成為毛利族製造獨木舟的首選。
在古代如要砍伐一株桃柘羅漢松，需先進行禱告及咏唱等儀式後才能開始旋工。首先在樹基部用火燃燒，再用扁斧將其砍倒。砍倒後，還必須在原來的位置上種上一株小樹苗以平息森林之神塔內（Tane）的怒氣。黑硅石（chert）可將桃柘羅漢松沿邊緣掏空而不會斷裂。在大形的瓦卡上，3節或以上的樹幹以麻繩將其繫緊。一艘大型的桃柘羅漢松瓦卡往往需要超過一年的時間打磨。
自2007年起，主要由桃柘羅漢松提取而來的桃柘酚（Totarol，也有稱作紐西蘭木心素）成為國際最大型化妝品公司萊雅（L'Oréal Group）的核准成份名錄內，並被其下的多個品牌如薇姿（Vichy）等加以應用。這種令桃柘羅漢松成為毛利族製造瓦卡首選的良好木材目前成為有機合成及藥物研究的寵兒，大量的研究正積極投入其中以發掘其更多的用處。
桃柘羅漢松能透過新鮮的種子及扦插法進行繁殖，而且易於生長。因此這植物在歐洲及英國等地也有種植，最北如在因弗魯花園（Inverewe Garden）及蘇格蘭等地也有栽種。

## 圖庫

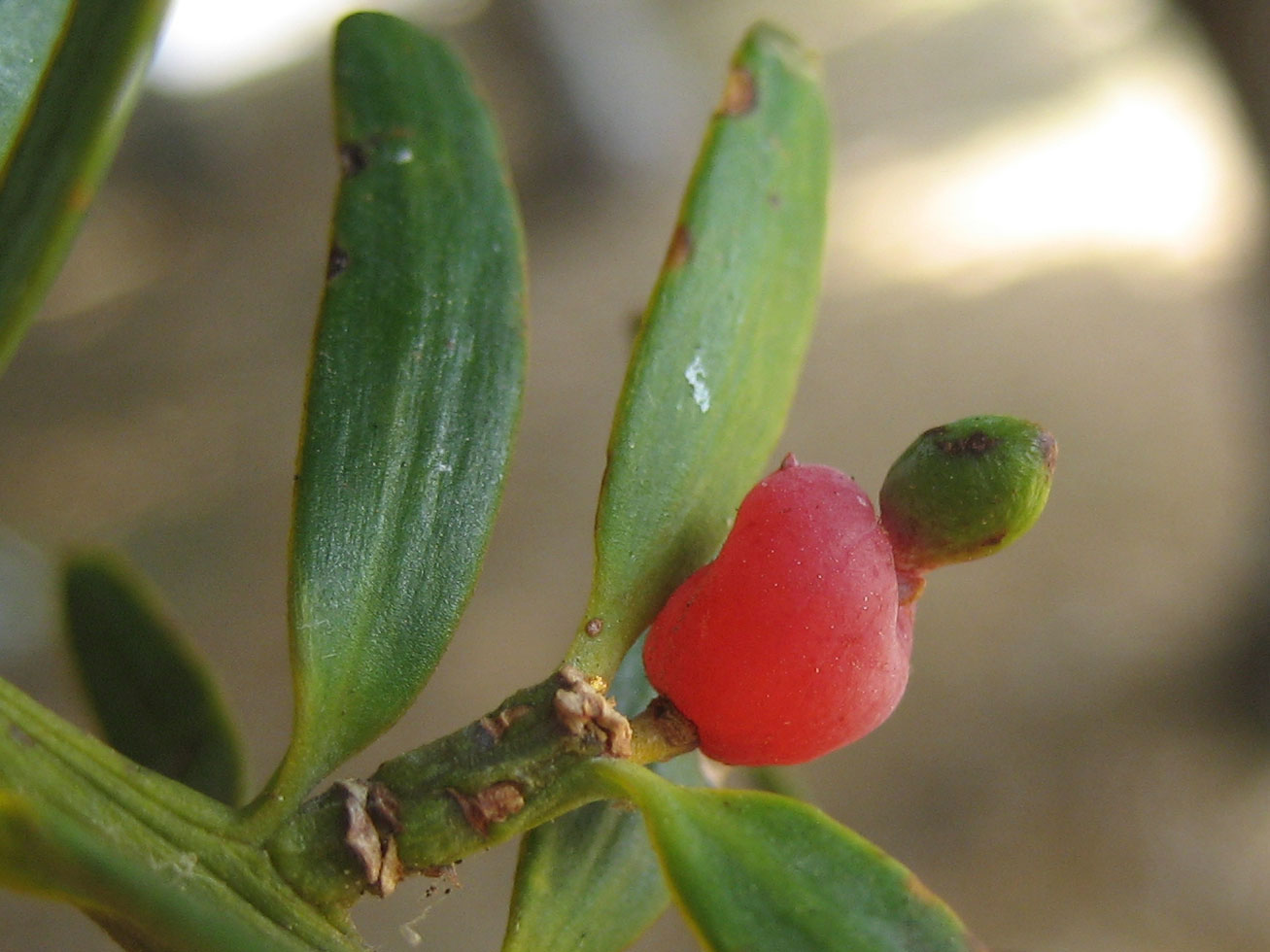
紐西蘭羅漢松的種托（下方）及種實（上方）
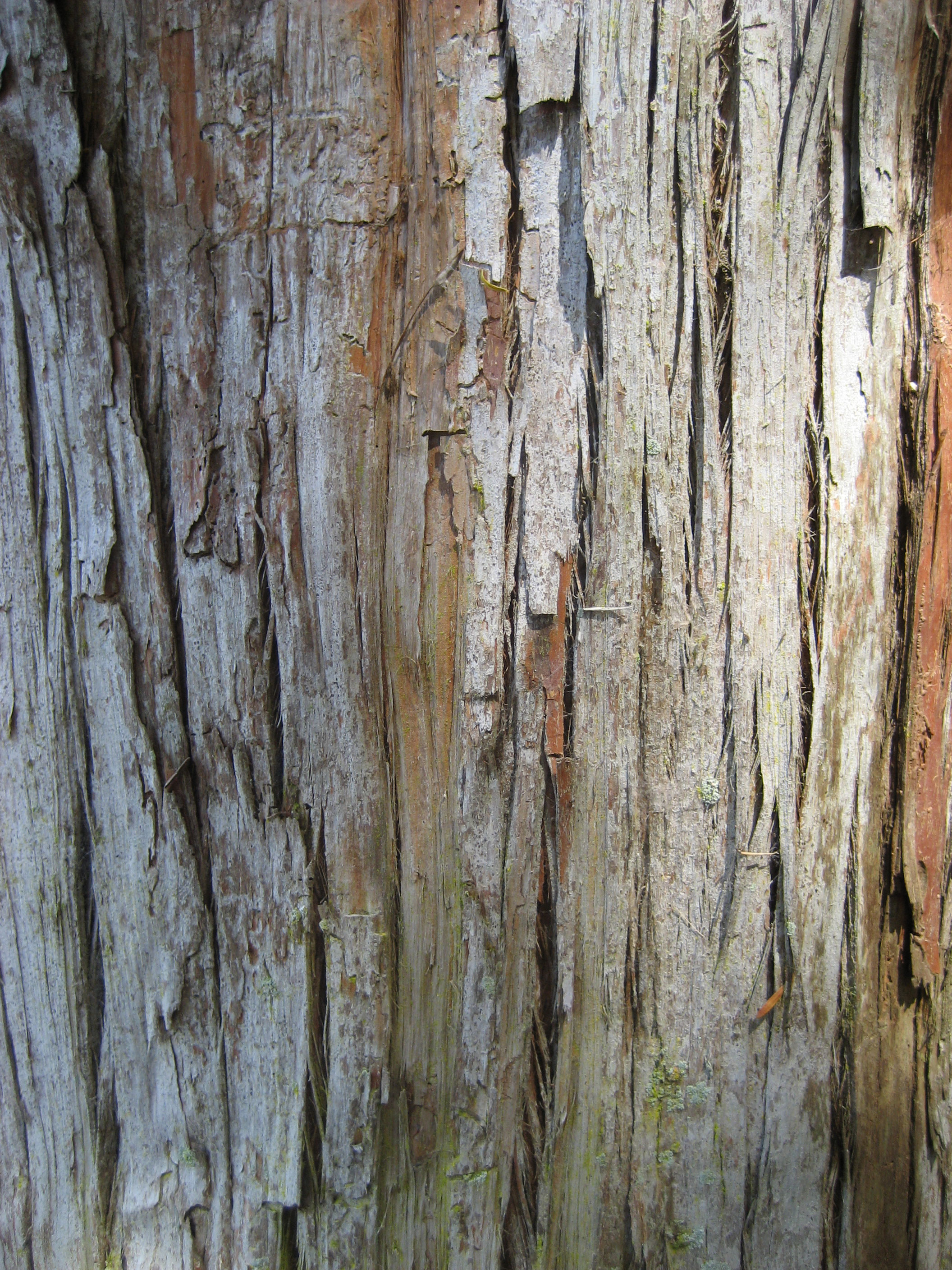
紐西蘭羅漢松的樹皮呈紅棕色，質厚、軟身、佈滿縐紋及帶有黏性
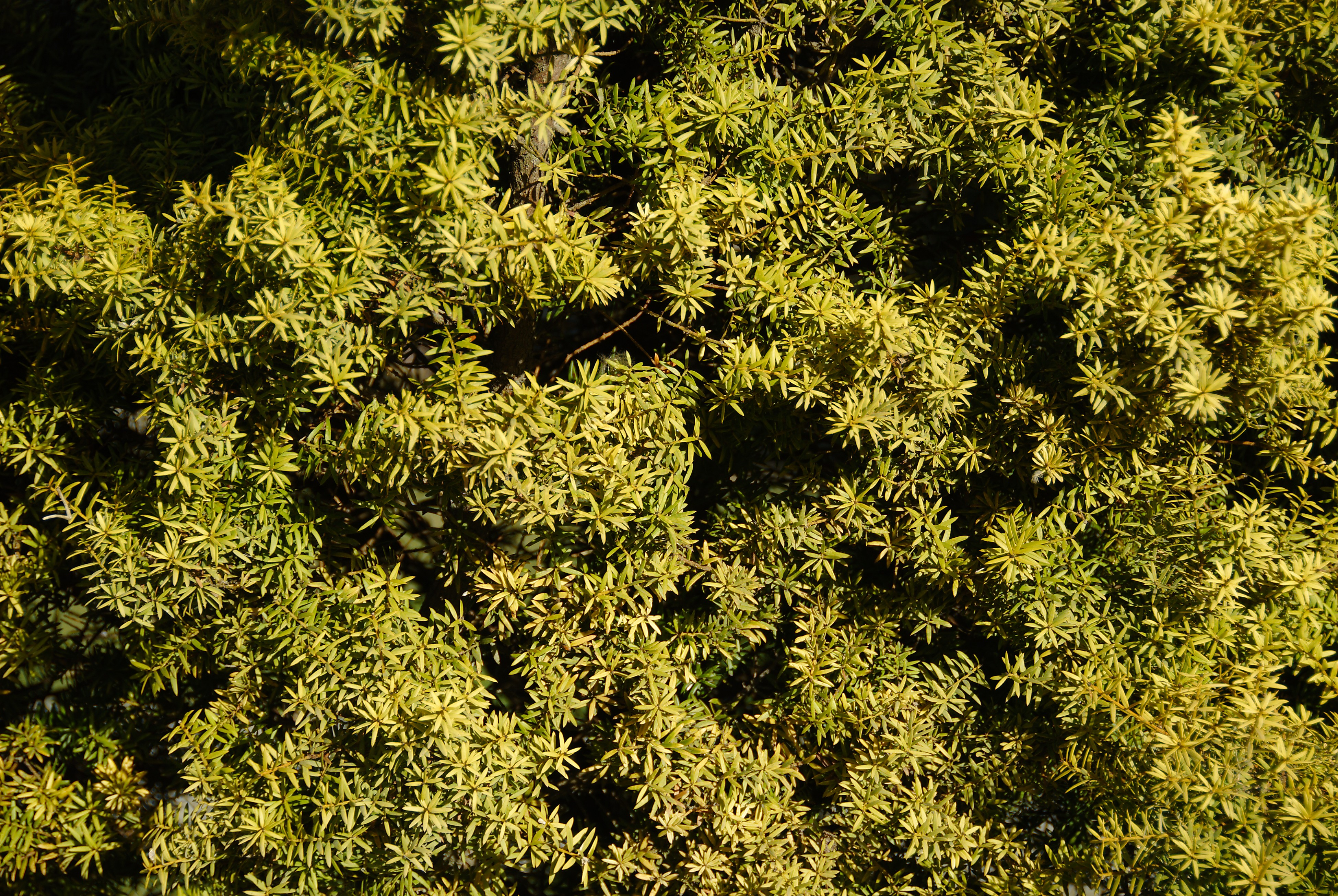
在陽光照射下呈金黃色的葉子

## 外部連結
- 紐西蘭植物保育網絡圖片，指名變種 （页面存档备份，存于），於15-11-2012瀏覽。
- New Zealand Plant Conservation Network, URL:Podocarpus totara var. waihoensis （页面存档备份，存于）. Accessed 2010-10-03.